# Sztafeta pływacka 4 × 200 m stylem dowolnym
Sztafeta pływacka 4 × 200 m stylem dowolnym – konkurencja pływacka, w której ścigają się sztafety. Sztafeta to zespół składający się z czterech zawodników, reprezentujących dany kraj. Każdy zawodnik sztafety ma do pokonania dystans liczący 200 metrów.

## Mistrzostwa świata(basen 50 m)
Obecni mistrzowie świata:
- Stany Zjednoczone (2022)

Obecne mistrzynie świata:
- Stany Zjednoczone (2022)

## Mistrzostwa świata(basen 25 m)
Obecni mistrzowie świata:
- Brazylia (2018)

Obecne mistrzynie świata:
- Chiny (2018)

## Mistrzostwa Europy
Obecni mistrzowie Europy:
- Rosja (2021)

Obecne mistrzynie Europy:
- Wielka Brytania (2021)

## Letnie igrzyska olimpijskie
Obecni mistrzowie olimpijscy:
- Wielka Brytania (2021)

Obecne mistrzynie olimpijskie:
- Chiny (2021)

## Rekordy Polski, Europy i świata (basen 50 m)
|           | Kraj                                                                 | Czas    | Miejsce ustanowienia         | Data            |
| Kobiety   |                                                                      |         |                              |                 |
| WR        | Australia (M. Wilson, K. Melverton, M. O’Callaghan, A. Titmus)       | 7:39,29 | Birmingham (Wielka Brytania) | 31 lipca 2022   |
| ER        | Wielka Brytania (J. Jackson, J. Carlin, C. McClatchey, R. Adlington) | 7:45,51 | Rzym (Włochy)                | 30 lipca 2009   |
| RP        | Polska (O. Jędrzejczak, J. Budzis, A. Zwiejska, P. Barzycka)         | 7:56,32 | Budapeszt (Węgry)            | 3 sierpnia 2006 |
| Mężczyźni |                                                                      |         |                              |                 |
| WR        | Stany Zjednoczone (M. Phelps, R. Berens, D. Walters, R. Lochte)      | 6:58,55 | Rzym (Włochy)                | 31 lipca 2009   |
| ER        | Wielka Brytania (T. Dean, J. Guy, M. Richards, D. Scott)             | 6:58,58 | Tokio (Japonia)              | 28 lipca 2021   |
| RP        | Polska (J. Świtkowski, P. Korzeniowski, K. Klich, K. Majchrzak)      | 7:08,31 | Londyn (Wielka Brytania)     | 21 maja 2016    |

## Rekordy Polski, Europy i świata (basen 25 m)
|            | Kraj                                                                              | Czas    | Miejsce ustanowienia         | Data              |
| Kobiety    |                                                                                   |         |                              |                   |
| WR         | Holandia (I. Dekker, F. Heemskerk, R. Kromowidjojo, S. van Rouwendaal)            | 7:32,85 | Doha (Katar)                 | 3 grudnia 2014    |
| ER         | Holandia (I. Dekker, F. Heemskerk, R. Kromowidjojo, S. van Rouwendaal)            | 7:32,85 | Doha (Katar)                 | 3 grudnia 2014    |
| RP KLUBOWY | MKS Juvenia Wrocław (K. Naziębło, K. Fiedkiewicz, D. Sztandera, A. Tchórz)        | 8:01,75 | Olsztyn (Polska)             | 19 grudnia 2020   |
| Mężczyźni  |                                                                                   |         |                              |                   |
| WR         | Stany Zjednoczone (Luke Hobson,Carson Foster,Shaine Casas,Kieran Smith (1:40.49)) | 6:40,51 | Budapeszt (Węgry)            | 13 grudnia 2024   |
| ER         | Rosja (M. Malutin, M. Wiekowiszczew, I. Giriew, A. Krasnych)                      | 6:46,84 | Hangzhou (Chiny)             | 14 grudnia 2018   |
| RP KLUBOWY | Polska (P. Korzeniowski, P. Rurak, Ł. Gimiński, Ł. Gąsior)                        | 7:04,62 | Gorzów Wielkopolski (Polska) | 29 listopada 2009 |